# Lentinellus laurocerasi
Lentinellus laurocerasi är en svampart som först beskrevs av Berk. & Broome, och fick sitt nu gällande namn av Peter D. Orton 1960. Lentinellus laurocerasi ingår i släktet Lentinellus och familjen Auriscalpiaceae.   Inga underarter finns listade i Catalogue of Life.